# Bill Knox
Bill Knox, eigentlich William Knox (* 1928 in Glasgow; † März 1999 ebenda), war ein schottischer Schriftsteller, Journalist und Redakteur beim Fernsehen.

## Leben
1944 wurde Knox, im Alter von 16 Jahren, Journalist einer Glasgower Tageszeitung. Von Anfang an waren Kriminalistik und Autos Schwerpunkte seiner Reportagen.
Anfang der 1950er Jahre begann Knox mit Erfolg Kriminalromane zu schreiben. Seine über 50 Romane verfasste er unter seinem eigenen Namen, benutzte aber auch Pseudonyme wie Michael Kirk, Robert MacLeod und Noah Webster.
Ab 1972 arbeitete Knox für das Schottische Fernsehen (STV). Er leitete über zehn Jahre eine monatliche Sendung (ähnlich wie Police 5), bei der die Bevölkerung zur Mithilfe bei der Aufklärung von Straftaten in Schottland aufgefordert wurden. Ebenfalls für das STV entwickelte Knox die Tales of Crime, in denen er detailliert über berühmte Straftaten aus Schottland berichtete.
Seinen letzten Roman The Lazarus Widow konnte Knox nicht mehr fertigstellen; dies übernahm dann der Schriftsteller Martin Edwards.
Eine Verfilmung seines Kriminalromans Schlafwagen nach Glasgow wurde 1981 unter dem Titel Überfall in Glasgow mit Götz George in der Hauptrolle im ZDF ausgestrahlt.

## Werke (Auswahl)
Belletristik
- Am Aschermittwoch ist alles vorbei. Kriminalroman („A witchdance in Bavaria“). Goldmann, München 1975, ISBN 3-442-04514-2.
- Auf verschneiten Strassen. Kriminalroman („The cockatoo crime“). Goldmann, München 1961.
- Aus sicherer Quelle. Kriminalroman („Deadline for a dream“). Goldmann, München 1962.
- Das Barometer steht auf Sturm. Kriminalroman („Blueback“). Goldmann, München 1969.
- Blood proof. Allison & Busby, London 1999, ISBN 0-749-00324-3 (Erzählungen)
- Blutgruppe B. Kriminalroman („The deep fall“). Goldmann, München 1966.
- Cave the bats. John Long Publications, London 1964.
- The counterfeit killers. Constable, London 1996, ISBN 0-094-75640-6.
- Country Club wives. Beeline Books, London 1997, ISBN 0-503-50338-X (Erzählungen)
- A cut in diamonds. Ulverscroft, Leicester 1997, ISBN 0-708-93850-7.
- Drei Paar Nylonstrümpfe. Kriminalroman („Death Department“). Goldmann, München 1962.
- The drowning nets. Hutchinson Publications, London 1991, ISBN 0-0917-4458-X.
- Dynamit in falschen Händen. Kriminalroman („Children of the mist“). Goldmann, München 1970.
- Der Fehler des Piloten. Kriminalroman („Pilot error“). Goldmann, München 1985, ISBN 3-442-04978-4.
- Ferngespräch nach Rom. Kriminalroman („Leave it to the hangman“). Goldmann, München 1962.
- Frachtbetrug. Kriminalroman („Cargo risk“). Goldmann, München 1981, ISBN 3-442-04909-1.
- Gangsterschlacht in Glasgow. Kriminalroman („Justice on the rocks“). Goldmann, München 1968.
- Gefährliche Fanggreünde. Kriminalroman („Whitewater“). Goldmann, München 1974, ISBN 3-442-04384-0.
- Gefährliche Fracht. Kriminalroman („The scavengers“). Goldmann, München 1965.
- Das Geheimnis vom Calu-See. Abenteuerroman („The lake of fury“). Goldmann, München 1968.
- Das Geiernest. Kriminalroman („Nest of vultures“). Goldmann, München 1973, ISBN 3-442-04290-9.
- Gestrandet vor der Bucht. Kriminalroman („Salvage job“). Goldmann, München 1979, ISBN 3-442-04842-7.
- Giftige Fracht. Kriminalroman („Mayday from Malaga“). Goldmann, München 1984, ISBN 3-442-04959-8.
- Das Grab an der Westküste. Kriminalroman („Hellspout“). Goldmann, München 1976, ISBN 3-442-04560-6.
- Der Hexenfels. Kriminalroman („Witchrock“). Goldmann, München 1979, ISBN 3-442-04806-0.
- In den Tälern des Atlas. Abenteurerroman („Place of mists“). Goldmann, München 1970.
- Ins Feuer mit der Hexe. Keriminalroman („To kill a witch“). Goldmann, München 1973.
- Ins Netz gegangen. Kriminalroman („Blacklight“). Goldmann, München 1967.
- Insel des Drachen. Abenteuerroman („Isle of dragons“). Goldmann, München 1969.
- The interface man. Century Books, London 1989, ISBN 0-712-61913-5.
- Kleine Blutstropfen. Kriminalroman („Little drops of blood“). Goldmann, München 1963.
- Der Kontakt ist unterbrochen. Kriminalroman („Seafire“). Goldmann, München 1971.
- The Lazarus widow. Constable, London 1999, ISBN 0-094-79680-7 (beendet von Martin Edwards)
- Live bait. John Long Publications, London 1978, ISBN 0-09-136190-7 (Erzählungen).
- Das magische Zeichen. Abenteuerroman („Drum of power“). Goldmann, München 1969.
- Makrelen und Mord. Kriminalreoman („Bloodtide“). Goldmann, München 1984, ISBN 3-442-04952-0.
- Der Mann in der Flasche. Kriminalroman („The man oin the bottle“). Goldmann, München 1964.
- Das maurische Kastell. Kriminalroman („A burial in Portugal“). Goldmann, München 1974, ISBN 3-442-25918-5.
- Mit falschen Etiketten. Kriminalroman („The hanging tree“). Goldmann, München 1985, ISBN 3-442-04966-0.
- Mord ist kein Gentleman-Delikt. Kriminalroman („The Klondyker“). Goldmann, München 1967.
- Rallye ins Jenseits. Kriminalroman („Rally to kill“). Goldmann, München 1975, ISBN 3-442-04464-2.
- Die rote Witwe. Kriminalroman („A problem in Prague“). Goldmann, München 1982, ISBN 3-442-04933-4.
- Schlafwagen nach Glasgow. Kriminalroman („Die for Big Betsy“). Goldmann, München 1962.
- Seefahrt bringt Tod. Kriminalroman („Wavecrest“). Goldmann, München 1987, ISBN 3-442-05015-4.
- Sendestörung auf Kanal 15. Kriminalroman („Death calls the shots“). Goldmann, München 1962.
- Spanische Dukaten. Kriminalroman („Sanctuary Isle“). Goldmann, München 1963.
- Das Spiel wird ernst. Kriminalroman („Draw batons“). Goldmann, München 1992, ISBN 3-442-11589-2.
- Sturmflut. Kriminalroman („Stormtide“). Goldmann, München 1972.
- Tödliche Fracht. Kriminalroman („Bombship“). Goldmann, München 1981, ISBN 3-442-04906-7.
- Der Tod des Sargmachers. Kriminalroman („Killing in atiques“). Goldmann, München 1982, ISBN 3-442-04918-0.
- Die Tote vom Loch Lomond. Kriminalroman („The crossfire killings“). Goldmann, München 1987, ISBN 3-442-05025-1.
- Vergiftete Austern. Kriminalroman („Devilweed“). Goldmann, München 1966.
- View from Daniel Pike. Arrow Books, London 1974, ISBN 0-09-908230-6 (nach Unterlagen von Edward Boyd).
- Whisky floss in Strömen. Kriminalroman („The taste of proof“). Goldmann, München 1965.
- Zahlbar in der Schweiz. Kriminalroman („Pay-off in Switzerland“). Goldmann, München 1978, ISBN 3-442-04718-8.
- Zwischenfall in Island. Kriminalroman („An incident in Iceland“). Goldmann, München 1987, ISBN 3-442-04899-0.

Sachbücher
- Court of murder. Famous trials at Glasgow High Court. John Long Publications, London 1968.
- Tales of crime. Mainstream Books, Glasgow 1982, ISBN 0-90-639135-0 (basiert auf der gleichnamigen Fernsehserie)